# Mesoxaea tachytiformis
Mesoxaea tachytiformis là một loài Hymenoptera trong họ Andrenidae. Loài này được Cameron mô tả khoa học năm 1901.